# 刘登山
刘登山（1962年9月—），男，汉族，江苏泰县人，中华人民共和国政治人物。

## 生平
早年任中共海南省委副秘书长、中共文昌市委书记等职务；2018年，出任中共海南省纪律检查委员会副书记、监察委员会副主任；
2021年，当选为海南省政协副主席。2023年1月，换届卸任海南省政协副主席；同年，转任海南省人民政府党组成员、参事室主任。